# Лепљиви пиринач са мангом
Лепљиви пиринач са мангом је традиционални десерт југоисточне Азије и јужне Азије који се прави од лепљивог пиринча, свежег манга и кокосовог млека, а једе се кашиком или рукама.

## Припрема
Обично су десерти који укључују лепљиви пиринач заслађени палминим шећером у комбинацији са кокосовим млеком и кокосовим пахуљицама, умотани у лист банане, затим кувани на пари или пуњени бамбусом и печени на отвореној ватри. Главни потребни састојци су лепљиви пиринач, конзервирано или свеже кокосово млеко, со, палмин шећер и манго.
За припрему јела, пиринач се натопи у води, а затим кува на пари или употребом шпорета за пиринач. Кокосово млеко се помеша са сољу и шећером, а затим загрева без кључања. Након што пиринач заврши са кувањем, мешавина млека и пиринач се равномерно помешају и оставе да одстоји како би млеко могло да се упије у пиринач. Манго се ољушти и исече на коцкице. За сервирање, пиринач се ставља на тањир, неколико кришки манга се стави на врх или са стране, а преостало кокосово млеко се прелије.
Углавном се користи жути манго који има слађи укус од зеленог манга. Традиционално се користе Нам Док Маи (цветни манго) и ок-ронг сорте манга.

## Варијације
Ово су варијације класичног лепљивог пиринча са мангом, као што је замена белог лепљивог пиринча црним лепљивим пиринчем, дајући љубичасту боју.

### На Тајланду
Кхао ниао мамуанг (тај. ข้าวเหนียวมะม่วง) је тајландски десерт који се обично састоји од лепљивог пиринча куваног са кокосовим млеком и сервираног са свежим нарезаним мангом на врху. Опциони додаци за лепљиви пиринач од манга укључују печени пасуљ и пржене семенке сусама, који се могу посипати по врху за додатну хрскавост и укус. У централном Тајланду, кокосово млеко је примарни састојак због обиља кокосових стабала у овим регионима. Међутим, у хладнијем северном региону, где може бити изазовно набавити свеже кокосове орахе, употреба кокосовог млека је ређа. Khao niao moon, пиринач помешан са кокосовим млеком, обично се користи у централном Тајланду за десерте као што је лепљиви пиринач од манга, док се у северном и североисточном Тајланду обични лепљиви пиринач чешће користи као основна храна и једе се са својим руке, без додатка кокоса.
Лепљиви пиринач са мангом је уобичајена улична храна на Тајланду и страни туристи га сматрају атрактивним фактором за путовања у Тајланд. Обично се једе током врхунца сезоне манга у априлу и мају. Уобичајене сорте слатких манга, као што су Нам док маи или Ок ронг, комбинују се са лепљивим пиринчем заслађеним кокосовим млеком и сервирају се топло.

### У Камбоџи
Лепљиви пиринач са мангом је веома популаран десерт у Камбоџи који се једе током сезоне манга. Припрема се тако што се лепљиви пиринач намака у води собне температуре најмање један сат, а затим се пере, оцеди и кува на пари 20 минута. Када се пиринач скоро скува, мешавина кокосовог млека, шећера и соли се постепено меша у пиринач пре него што се смеша кува на лаганој ватри још 5 до 10 минута. Служи се са свеже цеђеним кокосовим млеком на врху и коцкицама ољуштеног манга величине залогаја.

### У Лаосу
Лепљиви пиринач са мангом је уобичајени десерт народа Лаоса у подрегији Великог Меконга где је лепљиви пиринач култивисан током историје хране и митова. Лепљиви пиринач је национално јело Лаоса повезано са културом и верским традицијама. У сезони сазревања манга, лепљиви пиринач украшен заслађеним кокосовим млеком и сувим печеним сусамом се служи са зрелим комадићима манга. Лепљиви пиринач се може послужити само са мангом и без украса.

### На Филипинима
Лепљиви пиринач са мангом кувана у кокосовом млеку и понекад ђумбиру, названа путо маиа, омиљена је међу Висајанцима. Служи се са зрелим слатким мангом (ако је у сезони) и упарен је са сикватеом, филипинском топлом чоколадом која се може прелити преко пиринча. У Кагајан де Ору, користи се врста љубичастог лепљивог пиринча и може се обликовати у троуглове и умотати у листове банане.